# Egertorget

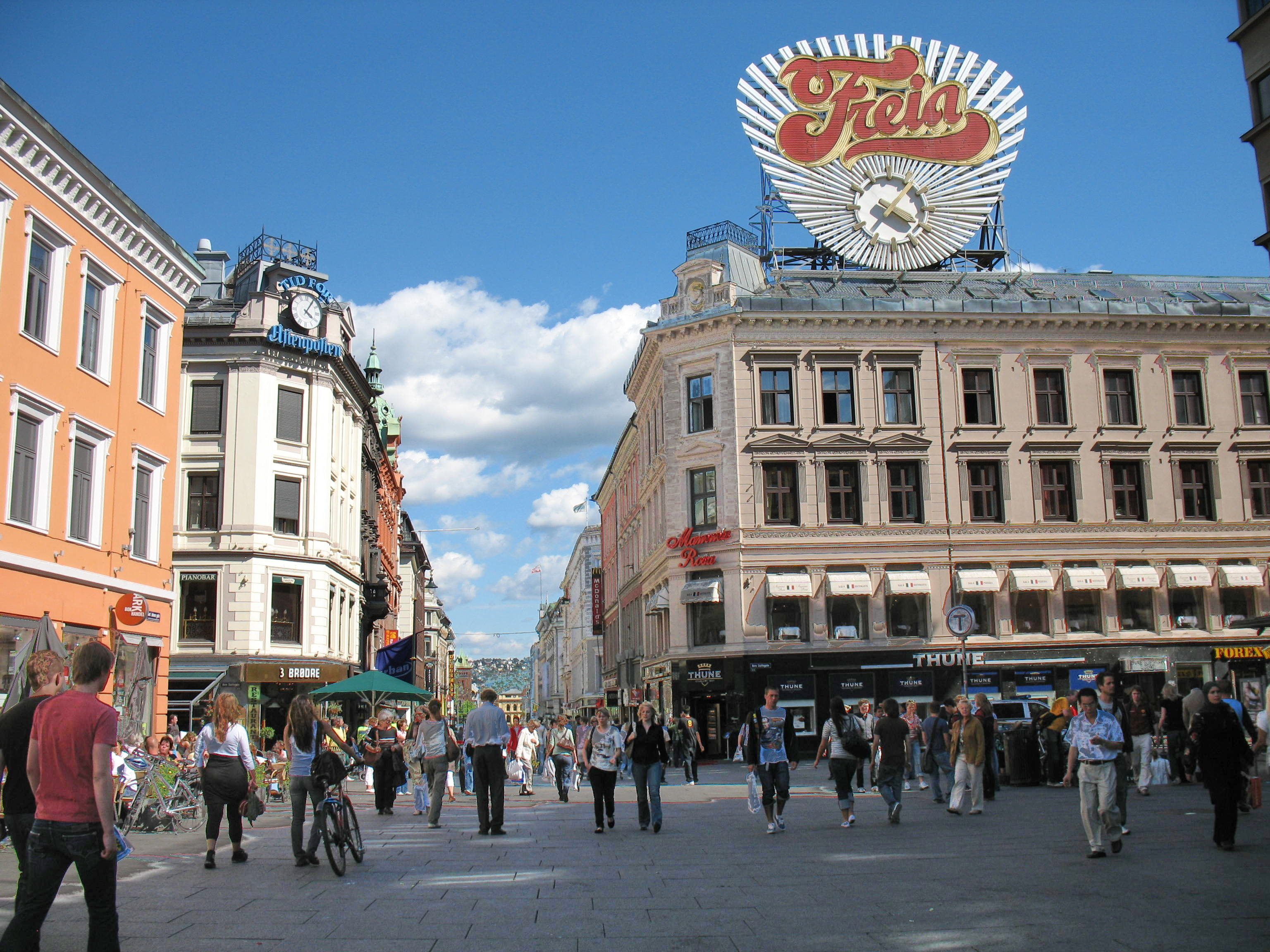
Egertorget

Egertorget är ett torg i Oslo, Norge. Egertorget korsas av Karl Johans gate och Øvre slottsgate. Torget är uppkallat efter bröderna och bryggeriägarna Herman (1816–1863) och Thorvald (1827–1901) Eger. En av nedgångarna till Stortinget stasjon ligger vid Egertorget.
På Egertorget ligger Horngården (Øvre Slottsgate 21), byggd 1929–30 som Oslos första höghus med åtta våningar.